# Психотронна зброя
Психотронна зброя — вигадана зброя, яка за допомогою «біологічної енергії» ніби впливає на мозок, що може викликати фізичний дискомфорт, розлад психіки або смерть.

## Виникнення психотроники
Психотроніка зародилася наприкінці 1960-х років у ЧССР. Займалася вона вивченням паранормальних явищ, але позиціювалася як заснована на матеріалістичній ідеології альтернатива «буржуазної» парапсихології. Біля витоків цієї «науки» стояв психолог Празького університету Зденек Рейдак, який виявив і зробив надбанням широкої громадськості так звані «психотропні генератори» Роберта Павліти.
Павліта був скромним конструктором текстильної фабрики в Градець-Кралові. Він довгі роки експериментував з химерними пристроями власного виготовлення, які без видимих причин змушували дрібні предмети здійснювати незрозумілі дії — «намагнічували» легкі дерев'яні палички, обертали деталі лабораторних пристроїв і таке інше. Після того, як його експерименти отримали розголос, З. Рейдак зумів зацікавити в роботі Павліта уряд ЧССР, одночасно в Градец-Кралове почали їздити численні журналісти, парапсихологи, бізнесмени і співробітники західних спецслужб.

## Вивчення генераторів Павліти
У зв'язку з тим, що експерименти Павліти могли мати вплив на розвиток військової справи, МВС ЧССР вирішило з'ясувати принцип роботи «психотронних генераторів» і їх можливе застосування на практиці. У 1972 році в посольство СРСР від МВС ЧССР надійшло прохання направити фахівців для вивчення цих «приладів».
Незабаром у Прагу були відряджені: від Академії Наук — професор О. І. Китайгородський, від КДБ СРСР — фахівець із приладобудування к.т.н. Ю. К. Азаров (який раніше працював керівником лабораторії в Інституті біофізики АН СРСР).
Китайгородський і Азаров знайшли раціональне пояснення всім дослідам Павліти (близько трьох десятків) і відтворили їх у лабораторних умовах. Серед таких були:
- наближення до герметичної металевої коробки людини, викликало нагрівання однієї зі стінок на 0,3–0,4 градуса, через що утворювалися конвекційні потоки, які призводили в рух металеву голку;
- витягнутий з кишені штанів металевий «біогенератор» інфрачервоним випромінюванням впливав на «парасольку» і викликав її обертання;
- наявність у місці експерименту геомагнітної аномалії з великою вертикальною складовою дозволяло при різкому струшуванні й перевертанні «біомагніта» поміняти місцями його північний і південний полюси;
- тертя дерев'яної палички по грубо обробленому металевому предмету викликало налипання на неї дрібної металевої тирси, після чого паличка починала реагувати на наближення потужного магніту.

Особливий інтерес викликав так званий «генератор смерті». Це була призма, на одній стороні якої був гострий конус, а з іншої — куля. У ході експерименту Павліта постійно наближав цей «генератор» до тулуба мухи й відводив його назад. Приблизно через 10 хвилин таких маніпуляцій муха вмирала. Зважаючи на те, що цей генератор був аналогом розрядника електростатичної машини, яка була практично в кожній школі в кабінеті фізики, Китайгородський став діяти відповідно: шаркаючи ногами по синтетичному килиму він вбивав муху за допомогою генератора у термін від 20 до 2 секунд.

## Психотронна зброя на «заході»
Хоча результати розслідування Китайгородського й Азарова і були спрямовані в МВС ЧССР, а пізніше опубліковані в журналах «Весмір» (ЧССР) і «Наука и жизнь» (СРСР), проте широкому загалу вони залишилися невідомі.
Самі ж генератори не були забуті, ними зацікавилися на заході. У 1975 році РУМО США створило меморандум «Радянські і чехословацькі дослідження в області парапсихології», в якому описувало генератори Павліти. У меморандумі про психотронну зброю писали як про реальну, і при належному доопрацюванні в майбутньому здатну вбивати людей. Посилання на матеріали з критичними відгуками радянських вчених з приводу «біогенератор» Павліти були відсутні.
Надалі в американській пресі робилися публікації, в яких стверджувалося, що в СРСР психотронна зброя вже є й до 1982 року ця точка зору в США стала загальновизнаною. З точки зору Ю. І. Холодного ці публікації мали замовний характер і були спрямовані на формування негативного образу СРСР і ЧССР, на отримання асигнувань від Міністерства Оборони США на розробку психотронної зброї; на провокування керівництва СРСР на проведення заздалегідь безперспективних дослідницьких робіт в області психотроники.

## Психотронна зброя в Росії

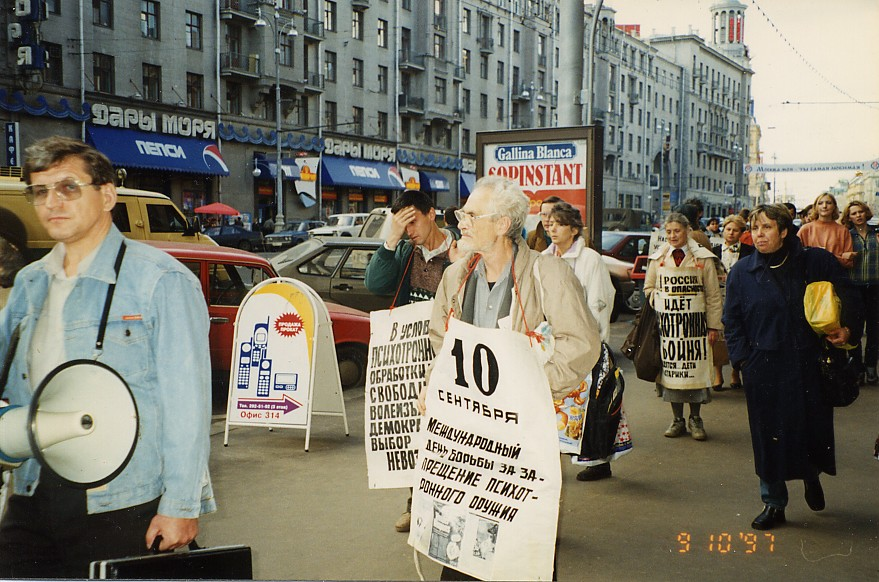
Демонстрація проти психотронної зброї на вулицях Москви 10 вересня 1997 р.

У 1990-ті роки в Росії широкого поширення набули чутки і домисли про нібито наявну у КДБ психотронну зброю і про застосування її проти росіян. На цю тему публікувалися книги і газетні статті, випускалися телепередачі, створювалися антипсихотронні громадські організації.
Через наплив звернень в ФСК заступник директора цього відомства А. П. Биков виступив із заявою про те, що в Росії «психотронної зброї не існує, і навряд чи вона з'явиться в осяжному майбутньому». У 1994 році при ФСК Росії під керівництвом Ю. І. Холодного була створена Робоча група з питань парапсихології й уфології. Надалі А. П. Биков заявив, що «жодне з відомих нам досліджень не дало ні наукових, ні прикладних результатів», а психотронна зброя — «лише частина складної соціально-психологічної проблеми, пов'язаної з бурхливим зростанням інтересу широких верств населення до парапсихології, окультизму і містицизму».
У той же час (на початку 1990-х) в Росії була створена в/ч 10003 (в 1997 році перетворена на управління Генштабу ЗС РФ), яка займалася в тому числі й розробкою психотронної зброї. Дослідникам виділялися значні кошти, однак будь-яких результатів отримано не було. Згодом прихильники психотроники визнавали, що «90% розробок не давали значних результатів і найчастіше були наслідком помилок, наукової некомпетентності або просто обману». У 2003 році це управління Генштабу (в/ч 10003) було ліквідовано.

## Реально існуюча зброя
- 5Р-42 Пугач